# Калефелд
Калефелд (њем. Kalefeld) општина је у њемачкој савезној држави Доња Саксонија. Једно је од 12 општинских средишта округа Нортхајм. Према процјени из 2010. у општини је живјело 7.025 становника. Посједује регионалну шифру (AGS) 3155006.

## Географски и демографски подаци
Калефелд се налази у савезној држави Доња Саксонија у округу Нортхајм. Општина се налази на надморској висини од 125 метара. Површина општине износи 84,2 km². У самом мјесту је, према процјени из 2010. године, живјело 7.025 становника. Просјечна густина становништва износи 83 становника/km².